# 森三十郎
森 三十郎（もり さんじゅうろう、1916年3月19日 - 2012年7月2日）は、日本の法学者、福岡大学名誉教授。元法学部長、理事。

## 略歴
福岡県鞍手郡鞍手町出身。第五高等学校を経て、九州帝国大学法学部卒。(宇賀田順三門下、在学中に高等文官試験に合格)。
九大助手、拓務省、大東亜省、外務省勤務、応召して陸軍主計中尉で敗戦を迎え、1948年戸畑専門学校教授（憲法、行政法）に就任。1950年新制八幡大学助教授、教授を歴任後1954年に退任。後鹿児島県立大学、久留米大学助教授。1956年福岡大学教授に就任。1987年、定年退任、名誉教授。
総合国家学研究所のち森国家学研究所を主宰し、天皇制擁護の論陣を張った。

## 著書
- 日本国憲法講義 関書院 1954年
- 日本憲法講義 明玄書房 1960年
- 憲法開眼 マッカァサー憲法の足跡 明玄書房 1968年
- 天皇論考 明玄書房 1969年
- 行政法要論 佐野書房 1969年
- 猶太思想の研究 附・ラッサール国家観の研究 日本文化連合会 1969年 (日本文化学術叢書)
- 憂憤録 綜合国家学研究所 1974年
- 思想と憲法 明玄書房 1977年4月
- ロートベルツスの社会主義思想の研究 森国家学研究所 1991年2月
- 日本崩壊 第1集 正論新報社 1999年7月

## 翻訳
- ヤゲッツオのカルル・ロートベルツスの資本論 キルヒマン宛第四社会書簡 綜合国家学研究所 1974年
- 革命の神々 クリストファー・ドウソン 九州大学出版会 1985年10月

## 参考
- 八幡大學史　1980年10月
- 森三十郎教授略歴・著作目録 (森三十郎教授古稀記念号) 「福岡大学法学論叢」1986年3月